# Riders Tour 2016
Die DKB-Riders Tour 2016 war die 16. Saison der Riders Tour, einer international ausgeschriebenen Turnierserie im Springreiten.
Das Programm der Riders Tour umfasste im Jahr 2016 sechs Wertungsprüfungen auf CSI 3*- und 4*-Turnieren in Deutschland. Organisiert wurde die Riders Tour von einer gleichnamigen GmbH, deren Geschäftsführer Paul Schockemöhle ist.
Zum siebenten Mal war die Deutsche Kreditbank Titelsponsor der Serie. Neue Hauptsponsoren der Turnierserie waren BEMER Int. AG und die mauser einrichtungssysteme GmbH & Co. KG.

## Ablauf der Turnierserie
Zwischen dem 20. April und dem 13. November wurden die Turniere der Riders Tour-Saison 2016 ausgetragen. Sie entsprach von ihrem Umfang der Saison des Vorjahres.
Bei den Wertungsprüfungen handelte es sich um die Großen Preise der Turniere. Beim Deutschen Spring- und Dressurderby war das Springderby die Riders Tour-Wertungsprüfung.
Ausgeschrieben waren die Wertungsprüfungen mit Ausnahme des Deutschen Spring-Derbys jeweils als Springprüfung mit zwei unterschiedlichen Umläufen. Die Strafpunkte wurden aus dem ersten Umlauf jedoch nicht übernommen, somit entsprach die Ausschreibung (bis auf die Startreihenfolge im zweiten Umlauf) weitgehend einer Springprüfung mit Siegerrunde. Das beste Viertel der Starter des ersten Umlaufs qualifizierte sich für den zweiten Umlauf. Soweit mehr als das beste Viertel im ersten Umlauf fehlerfrei blieben, erhielten diese alle im zweiten Umlauf der Prüfung Startberechtigung.
Den Saisonabschluss bildete unverändert das Finalturnier in München, welches wieder zu einem CSI 4*-Turnier aufgewertet wurde. Beim Großen Preis von München handelte es sich um eine normale Wertungsprüfung. Um jedoch am Ende der Saison in die Gesamtwertung eingehen zu können, müssen die Reiter am Finale teilnehmen. Soweit dies nicht der Fall war, wurden sie in der abschließenden Gesamtwertung nicht berücksichtigt.
Die Punktevergabe erfolgt wie folgend:
| Platz  | 1  | 2  | 3  | 4  | 5  | 6  | 7 | 8 | 9 | 10 | 11 | 12 | 13 | 14 | 15 |
| Punkte | 20 | 17 | 15 | 13 | 11 | 10 | 9 | 8 | 7 | 6  | 5  | 4  | 3  | 2  | 1  |

## Medien
Alle Turniere der Riders Tour werden über einen Internet-Livestream übertragen. Daneben übertragen die Dritten Programme von den Wertungsprüfungen in Hamburg, Wiesbaden und Münster. Das Erste übertrug anschließend an die Sendung des NDR Fernsehens gut eine Stunde aus Hamburg und zeigte eine Kurzzusammenfassung der Etappe von München.

## Die Prüfungen

### 1. Prüfung: Hagen a.T.W.
Zum Auftakt der Saison stand der Große Preis des CSI 4*-Turniers „Horses & Dreams“ in Hagen am Teutoburger Wald an. Als eines der ersten Turniere der „grünen Saison“ 2016 in Deutschland fand es vom 20. April bis zum 24. April statt.
Im zweiten Umlauf der Prüfung traten elf Teilnehmerpaare an, die alle im ersten Umlauf ohne Fehler geblieben waren. Sechs dieser Reiter waren mit ihren Pferden auch im zweiten Umlauf ohne Fehler, so dass anhand der benötigten Zeit der Sieger ermittelt werden musste. Zwei Startern gelang es unter 45 Sekunden zu bleiben, der Sieg ging an Philipp Weishaupt mit dem hoch gewachsenen Hannoveraner Wallach Chico. Auf den zweiten Platz kamen Copperfield und Philip Rüping, für den das Ergebnis nach eigener Aussage absolut über seinen Erwartungen lag. Mit einem dritten Platz empfahl sich Taizo Sugitani für die rund 100 Tage später beginnenden Olympischen Sommerspiele, da Hagen für die japanischen Springreiter als Sichtung ausgewählt worden war. Bei seinem ersten internationalen Turnier seit der Rückkehr von seinem jährlichen Aufenthalt in den Vereinigten Staaten blieb auch André Thieme im Großen Preis ohne Fehler, mit Conthendrix kam er auf den vierten Rang.
|             | Reiter            | Pferd       | 1. Umlauf | 1. Umlauf   | 2. Umlauf | 2. Umlauf | Wertungs- punkte |
| Strafpunkte | Reiter            | Pferd       | Zeit (s)  | Strafpunkte | Zeit (s)  |           | Wertungs- punkte |
| ----------- | ----------------- | ----------- | --------- | ----------- | --------- | --------- | ---------------- |
| 1           | Philipp Weishaupt | Chico       | 0         | -           | 0         | 44,21     | 20               |
| 2           | Philip Rüping     | Copperfield | 0         | -           | 0         | 44,99     | 17               |
| 3           | Taizo Sugitani    | Avenzio     | 0         | -           | 0         | 45,61     | 15               |

(Plätze eins bis drei von insgesamt 48 Teilnehmern)

### 2. Prüfung: Hamburg
Vom 4. bis 8. Mai 2016 wurde in Hamburg das Deutsche Spring- und Dressurderby ausgetragen. Das am letzten Turniertag durchgeführte Deutsche Springderby war die zweite Etappe der Riders Tour 2016.
Im Normalumlauf des Derbys gingen 31 Paare an den Start, von denen 20 in das Ziel kamen. Während die für das Springderby recht hohe Zahl von neun Paaren im Verlauf des 1230 Meter langen Kurses nur vier Strafpunkte bekam, gelang es keinem der Teilnehmer komplett ohne Fehler zu bleiben. Damit wurde ein Stechen der Vier-Fehler-Reiter erforderlich. Im Stechen gelang es nach zwei Reitern mit neun bzw. acht Strafpunkten Billy Twomey mit dem 13-jährigen Wallach Diaghilev in einer schnellen Zeit von  49,96 Sekunden ohne Fehler zu bleiben. Drei weiteren Reitern glückte ebenso ein fehlerfreier Stechritt: Janne Friederike Meyer, André Thieme und Nigel Coupe. Da jedoch niemand sonst eine Zeit von unter 50 Sekunden erreichte, gewann Twomey das Spring-Derby. Dies war der erste Sieg eines ausländischen Reiters in dieser Prüfung seit 1997 und der erste irische Sieg seit 1981.
|             | Reiter       | Pferd        | 1. Umlauf | 1. Umlauf   | Stechen  | Stechen | Wertungs- punkte |
| Strafpunkte | Reiter       | Pferd        | Zeit (s)  | Strafpunkte | Zeit (s) |         | Wertungs- punkte |
| ----------- | ------------ | ------------ | --------- | ----------- | -------- | ------- | ---------------- |
| 1           | Billy Twomey | Diaghilev    | 4         | -           | 0        | 49,96   | 20               |
| 2           | Nigel Coupe  | Golvers Hill | 4         | -           | 0        | 51,92   | 17               |
| 3           | André Thieme | Quonschbob   | 4         | -           | 0        | 52,06   | 15               |

(Plätze eins bis drei von insgesamt 31 Teilnehmern)

### 3. Prüfung: Wiesbaden
Traditionell am Pfingstwochenende und damit eine Woche nach dem Deutschen Spring- und Dressurderby fand in Wiesbaden das Internationale Pfingstturnier statt. Die Riders Tour-Wertungsprüfung, der Große Preis der Landeshauptstadt Wiesbaden, wurde am Nachmittag des Pfingstmontags ausgetragen.
Im ersten Umlauf der Riders Tour-Prüfung blieben zehn Starterpaare ohne Fehler, so dass auch die drei schnellsten Pferd-Reiter-Paare mit vier Strafpunkten zum besten Viertel der Teilnehmer zählten und in den zweiten Umlauf einzogen. Der Sieger der am Vortag ausgerichteten Qualifikationsprüfung, der Kolumbianer Carlos Enrique Lopez Lizarazo, gehörte auch hier im Großen Preis zu den erfolgreichsten Reitern und kam mit Admara fehlerfrei auf den vierten Platz. Wie im Vorjahr kam Holger Wulschner auf den dritten Rang, er war hier mit dem Hannoveraner Wallach Skipper am Start gewesen. Bereits zum zweiten Mal in dieser Saison kam Philip Rüping auf den zweiten Platz einer Riders Tour-Wertungsprüfung. Den Sieg und damit einen seiner bedeutendsten Erfolge in seiner bisherigen Karriere ging an Patrick Stühlmeyer, der hier mit dem 13-jährigen Hengst Lacan angetreten war.
|             | Reiter             | Pferd       | 1. Umlauf | 1. Umlauf   | 2. Umlauf | 2. Umlauf | Wertungs- punkte |
| Strafpunkte | Reiter             | Pferd       | Zeit (s)  | Strafpunkte | Zeit (s)  |           | Wertungs- punkte |
| ----------- | ------------------ | ----------- | --------- | ----------- | --------- | --------- | ---------------- |
| 1           | Patrick Stühlmeyer | Lacan       | 0         | -           | 0         | 47,98     | 20               |
| 2           | Philip Rüping      | Copperfield | 4         | -           | 0         | 48,16     | 17               |
| 3           | Holger Wulschner   | Skipper     | 4         | -           | 0         | 48,96     | 15               |

(Plätze eins bis drei von insgesamt 50 Teilnehmern)

### 4. Prüfung: Münster
Nach drei Monaten Pause wurde die Riders Tour-Saison mit dem Turnier der Sieger in Münster fortgesetzt. Das CSI 4*-Turnier wurde im Zeitraum vom 27. August bis 30. August, eine Woche nach den Olympischen Springreitwettbewerben, durchgeführt.
Im Zweiten Umlauf des Großen Preises blieben sechs von dreizehn Reitern mit ihren Pferden ohne Fehler. Die Entscheidung um der Sieg war äußerst knapp, die Zeiten der drei besten Reiter lagen nur drei Zehntelsekunden auseinander. Der Sieg ging an Marcus Ehning, der hier nach dem Ausfall seines Hengstes Cornado NRW kurz vor Beginn der Olympischen Spiele mit Pret a Tout einen Erfolg feiern konnte.
|             | Reiter         | Pferd       | 1. Umlauf | 1. Umlauf   | 2. Umlauf | 2. Umlauf | Wertungs- punkte |
| Strafpunkte | Reiter         | Pferd       | Zeit (s)  | Strafpunkte | Zeit (s)  |           | Wertungs- punkte |
| ----------- | -------------- | ----------- | --------- | ----------- | --------- | --------- | ---------------- |
| 1           | Marcus Ehning  | Pret a Tout | 0         | -           | 0         | 43,25     | 20               |
| 2           | Jens Baackmann | Carmen      | 0         | -           | 0         | 43,32     | 17               |
| 3           | Felix Haßmann  | Cayenne     | 0         | -           | 0         | 43,54     | 15               |

(Plätze eins bis drei von insgesamt 49 Teilnehmern)

### 5. Prüfung: Paderborn
Zwei Wochen nach dem Turnier der Sieger wurde die fünfte Etappe der Riders Tour im Rahmen der Paderborn Challenge in Paderborn durchgeführt. Das CSI 3*-Turnier wurde auf dem Paderborner Schützenplatz vom 8. September bis 11. September 2016 ausgetragen.
Als erster der elf Reiter ging Marcus Ehning in den zweiten Umlauf. Mit dem 11-jährigen Hengst Comme il faut zeigte er einen zügigen Ritt, er kam fehlerfrei in 41,12 Sekunden in das Ziel. Diese Zeit setzte die nachfolgenden Reiter stark unter Druck. Trotz eines Sehnenrisses an seinem Knie war André Thieme der erste Reiter, dessen Zeit sich der Ehnings annäherte, er blieb mit Conthendrix fehlerfrei, war jedoch über zwei Sekunden langsamer als Marcus Ehning. Auf den zweiten Platz konnte sich nachfolgend der 19-jährige, von Jeroen Dubbeldam trainierte, Lucas Porter setzen. Mit der Ende 2015 von Katharina Offel übernommenen Stute B Once Z war er weniger als zwei Sekunden langsamer als der Führende. Als letzter Starter ging Philip Rüping in das Stechen. Mit Copperfield war er vergleichbar schnell wie Marcus Ehning im Parcours (41,50 Sekunden), ein Fehler am letzten Hindernis warf ihn jedoch auf den siebenten Platz zurück. Ehning konnte mit diesem zweiten Sieg in Folge seine Führung in der Riders Tour ausbauen.
|             | Reiter        | Pferd         | 1. Umlauf | 1. Umlauf   | 2. Umlauf | 2. Umlauf | Wertungs- punkte |
| Strafpunkte | Reiter        | Pferd         | Zeit (s)  | Strafpunkte | Zeit (s)  |           | Wertungs- punkte |
| ----------- | ------------- | ------------- | --------- | ----------- | --------- | --------- | ---------------- |
| 1           | Marcus Ehning | Comme il faut | 0         | -           | 0         | 41,12     | 20               |
| 2           | Lucas Porter  | B Once Z      | 0         | -           | 0         | 43,06     | 17               |
| 3           | André Thieme  | Conthendrix   | 0         | -           | 0         | 43,28     | 15               |

(Plätze eins bis drei von insgesamt 44 Teilnehmern)

### 6. Prüfung: München
Die letzte Etappe der Saison bildete der Große Preis der Munich Indoors. Dieses in der Münchener Olympiahalle stattfindende CSI 4*-Turnier wurde im Jahr 2016 vom 10. November bis zum 13. November ausgerichtet. Um in der abschließenden Riders Tour-Gesamtwertung platziert zu werden, war die Teilnahme am Großen Preis von München für die Reiter zwingend erforderlich.
Im ersten Umlauf der mit Hindernishöhen von bis zu 1,60 Meter ausgestatteten Springprüfung blieben zehn von 48 Reitern mit ihren Pferden ohne Fehler. Damit füllten noch die zwei schnellsten Reiter mit vier Strafpunkten das Starterfeld des zweiten Umlauf das beste Viertel der Teilnehmer auf. Marcus Ehning sicherte sich mit seiner Qualifikation für den zweiten Umlauf den Sieg in der Riders Tour-Gesamtwertung. Von seinen direkten Verfolgern André Thieme und Philip Rüping glückte Thieme ebenso mit einem fehlerlosen Ritt im ersten Umlauf der Einzug in den zweiten Umlauf.
Im Stechen erwies sich zunächst insbesondere das zweite Hindernis, ein Oxer, zur Fehlerquelle: Vorne oben hatten die Parcoursbauer hier eine weiße Planke vorgesehen, während die (hintere) Oxerstange dunkel gestaltet war. Von den ersten sechs Reitern im Stechen bekamen vier einen Fehler an dieser weißen Planke, alle sechs kamen mit Fehlern in das Ziel. Erst Mario Stevens gelang es als siebentem Teilnehmer am Stechen ohne Fehler zu bleiben. Damit schien „der Knoten geplatzt“ zu sein: Die nachfolgenden Starter, der Österreicher Christian Rhomberg und der oberbayerische Springreiter Maximilian Schmid, blieben jeweils ohne Fehler und gingen mit jeweils schnellster Zeit in Führung. Während Marcus Ehning mit Cristy und Charlotte Mordasini mit Romane du Theil jeweils mit Fehlern in das Ziel kamen, blieb Markus Brinkmann als letzter Starter fehlerfrei. Mit seinem Wallach Dylon war er den Stechparcours mit ruhigerem Grundtempo angegangen und kam auf den vierten Rang. Der Sieg im mit 90.000 Euro dotierten Großen Preis ging damit an den 26-jährigen Maximilian Schmid und dessen zehnjährigen im Gestüt Lewitz gezogenen Wallach Chacon.
|             | Reiter             | Pferd           | 1. Umlauf | 1. Umlauf   | 2. Umlauf | 2. Umlauf | Wertungs- punkte |
| Strafpunkte | Reiter             | Pferd           | Zeit (s)  | Strafpunkte | Zeit (s)  |           | Wertungs- punkte |
| ----------- | ------------------ | --------------- | --------- | ----------- | --------- | --------- | ---------------- |
| 1           | Maximilian Schmid  | Chacon          | 0         | -           | 0         | 39,86     | 20               |
| 2           | Christian Rhomberg | Saphyr des Lacs | 0         | -           | 0         | 42,22     | 17               |
| 3           | Mario Stevens      | Brooklyn        | 0         | -           | 0         | 43,22     | 15               |

(Plätze eins bis drei von insgesamt 48 Teilnehmern)

## Gesamtwertung
Die vier besten Ergebnisse eines jeden Reiters gingen in die Gesamtwertung ein, wobei für die Teilnehmer auf den ersten zehn Plätzen ein Start bei der letzten Etappe in München Pflicht war. Die drei am Ende der Saison bestplatzierten Reiter erhielten in München jeweils einen Pkw der Marke Maserati.
In der Riders Tour-Saison 2016 bestritten drei Reiter alle Wertungsprüfungen: André Thieme, Janne Friederike Meyer und Holger Wulschner. Der Gesamtsieg ging mit neun Punkten Vorsprung an Marcus Ehning.
|   | Reiter                 | Hagen | Hamburg | Wiesbaden | Münster | Paderborn | München | Wertungs- punkte |
| - | ---------------------- | ----- | ------- | --------- | ------- | --------- | ------- | ---------------- |
| 1 | Marcus Ehning          | (7)   | —       | 11        | 20      | 20        | 10      | 61               |
| 2 | André Thieme           | 13    | 15      | (0)       | (0)     | 15        | 9       | 43               |
| 3 | Philip Rüping          | 17    | —       | 17        | (0)     | 9         | 0       | 43               |
| 4 | Janne Friederike Meyer | (0)   | 13      | 6         | (0)     | 13        | 7       | 39               |
| 5 | Cameron Hanley         | 10    | —       | 7         | 13      | —         | —       | 30               |
| 5 | Markus Brinkmann       | —     | —       | 0         | 6       | 11        | 13      | 30               |
| 7 | Philipp Weishaupt      | 20    | —       | 0         | 8       | —         | —       | 28               |
| 8 | Mario Stevens          | 0     | —       | 0         | —       | 10        | 15      | 25               |
| 9 | Holger Wulschner       | (0)   | (0)     | 15        | 0       | 7         | 0       | 22               |